# Page (Zeitschrift)
Page (Eigenschreibweise PAGE) ist ein deutsches Magazin für Mediengestaltung.

## Inhalte
Die Zeitschrift ist ein Informationsmedium für Gestalter in der Design-, Kommunikations-, Digitalbranche.
Der Untertitel des Magazins der Kreativbranche lautet: Design. Code. Business.
Schwerpunkte in der Berichterstattung der monatlich erscheinenden Publikation sind:
- Grafikdesign, Kommunikationsdesign, Webdesign, UX Design, Infografik, Typografie, Corporate Design, Strategisches Design, Branding, Logo Design
- Tipps für die Berufspraxis von Kreativschaffenden, angestellt in Design-, Digital-, Werbeagenturen und Unternehmen oder selbstständig als Freelancer und Solopreneur
- Workshops rund um die gängigen Gestaltungstools und -Methoden
- Berichte über Kreative und Gestaltungstrends
- Konzeption und Realisation von Marken, Erscheinungsbildern, Marketingkampagnen, Websites, Apps
- Informationen über Schriftarten und Fontmanagement
- Anwendertipps zur Entwicklung von Print- und Digitalmedien
- Page Kreativranking, Page CD/CI-Ranking
- Berichterstattung über Branchenaktivitäten (Neuheiten, Messe, Firmenporträts)

PAGE veranstaltet Seminare rund um Design, Branding, Projektmanagement.

### Typografie
Als Textschrift der Page wurde bis Ende 2007 die Polo GST von Georg Salden benutzt.

Sie wurde durch die von Ole Schäfer eigens für die Page entworfene Schrift Magpage ersetzt. 
Nach einem Relaunch verwendet sie bis heute die FF Quadraat und FF Mark von fontfont.com sowie die Ingeborg von typejockeys.at.

### Weave
Von 2009 bis 2014 erschien die Zeitschrift Weave als Produktlinienerweiterung von Page.

### Page-Initiative „Connect Creative Competence“
2016 hat Page die Branchen-Initiative „Connect Creative Competence“ zur Förderung neuer Kompetenzen in Agenturen, Unternehmen und Hochschulen ins Leben gerufen. Im Rahmen dieser Reihe werden unterschiedliche Jobprofile vorgestellt. Zum Beispiel: UX Designer, der Informationsdesigner, Virtual Reality Designer, Motion Designer, Service Designer, Interface Designer.

## Auflage
| 1998  | 1999  | 2000  | 2001  | 2002  | 2003  | 2004  | 2005  | 2006  | 2007  | 2008  | 2009  | 2010  | 2011  | 2012  | 2013  | 2014  | 2015  | 2016  | 2017  | 2018  | 2019  | 2020 | 2021 | 2022 | 2023 | 2024 |
| ----- | ----- | ----- | ----- | ----- | ----- | ----- | ----- | ----- | ----- | ----- | ----- | ----- | ----- | ----- | ----- | ----- | ----- | ----- | ----- | ----- | ----- | ---- | ---- | ---- | ---- | ---- |
| 21528 | 22826 | 27659 | 30918 | 26914 | 27015 | 24799 | 22101 | 20499 | 20603 | 20631 | 17577 | 17026 | 16631 | 15438 | 13530 | 14287 | 18537 | 17795 | 16225 | 14981 | 13958 |      |      |      |      |      |

Ab dem 2. Quartal 2015 ist die ePaper-Auflagen mit enthalten.
Seit 2019 wird die Auflage nicht mehr über IVW erfasst. 2024 wird die monatliche Erscheinungsweise eingestellt.